# Spock's Beard
Spock's Beard (A barba de Spock) é uma banda norte-americana de rock progressivo. O nome surgiu de um episódio de Star Trek: A Série Original, onde o capitão Kirk e outros oficiais entram num universo paralelo, onde Spock tem uma barba. A brincadeira foi feita para o primeiro álbum, cujas músicas, segundo os artistas, "parecem ter vindo de um universo paralelo".
Formada em 1992 pelos irmãos Alan e Neal Morse, a banda lançou seu primeiro álbum em 1995, com um estilo que recorria ao rock sinfônico da década de 1970, especialmente de bandas como Genesis e Gentle Giant, e uma certa influência pop, muitas vezes assemelhando-se a Marillion ou The Flower Kings. Apesar disso, o leque de estilos em que a banda poderia se encaixar é grande, pois algumas músicas diferem-se muito de outras, como o som pesado de Devil's got my throat, ou os vocais à-la Gentle Giant de Thoughts, ou ainda o pop Wind at my back.
A saída de Neal Morse em 2002 decepcionou vários fãs. Mesmo assim, a banda continua ativa e já lançou três álbuns sem o cantor.

## História
A banda começou em Los Angeles na primavera de 1992 pelo músico Neal Morse, juntamente com seu irmão, Alan Morse, e o baterista Nick D'Virgilio. Em seguida, o baixista Dave Meros se juntou à banda para lançar o primeiro e auto-financiado álbum, The Light, no fim de 1994. Todos profissionais reconhecidos por trabalhos com outros artistas como Genesis, Phil Collins e Tears for Fears, a música lançada por eles foi altamente aclamada pelos fãs de rock progressivo, já ganhando seu espaço no gênero, porém pouco espaço para o público em geral, por conter 4 longas músicas.
No fim do 1995, a banda ainda teve a entrada do tecladista japonês Ryo Okumoto, outro profissional que trabalhou com diversos outros artistas, entre eles, Eric Clapton. Nessa época, um bootleg oficial foi lançado, com todas as músicas do primeiro álbum e uma previsão do álbum seguinte. Os álbuns seguintes foram grandes sucessos no gênero, e até o ano 2000, 5 álbuns de estúdio já haviam sido lançados, e tours pelo mundo inteiro foram feitos, inclusive gerando diversos CDs e DVDs. Nessa época, a banda já havia se consagrado como uma das mais promissoras e concretas bandas do gênero.
Em 2002, a banda superou as expectativas do público e da crítica lançando uma obra-prima do rock progressivo, Snow. O álbum-conceito de dois CDs conta a história de um garoto albino com o dom especial de curar feridas emocionais. No estilo de The Lamb Lies Down on Broadway (Genesis), o álbum recebeu excelentes críticas, porém marcou o fim da participação de Neal Morse na banda, o que decepcionou vários fãs.
O baterista Nick D'Virgilio então tomou o lugar do vocalista, e nos álbuns seguintes pôde-se perceber uma tendência mais pesada na música, porém ainda com bastante qualidade, o que prova que a banda consegue ficar de pé, mesmo sem a música de Morse.
O Spock's Beard permaneceu assim até 18 de novembro de 2011 quando Nick D'Virgilio anunciou sua saída da banda por razões pessoais e outros compromissos. Logo em seguida, em 21 de novembro de 2011, foi anunciado no site oficial que o músicos em turnês, Ted Leonard e Jimmy Keegan serão o novo vocalista eo baterista da banda, respectivamente. Em 2013 foi lançado o 11º álbum de estúdio, Brief Nocturnes and Dreamless Sleep.

## Membros
A banda começou com apenas 4 membros: Neal Morse, Nick D'Virgilio, Alan Morse e Dave Meros. Logo em seguida, o tecladista Ryo Okumoto juntou-se. Com essa formação, o grupo lançou os álbuns de maiores sucesso. Em 2002, o vocalista e compositor Neal Morse deixou a banda, o que deixou muitos fãs desapontados. Nos álbuns seguintes, os membros restantes permaneceram juntos, porém sempre convidando diversos artistas.
Em 2011, com a saída de Nick D'Virgilio, assumiram Ted Leonard nos vocais e Jimmy Keagan na bateria.

### Membros atuais
- Ted Leonard - vocal, percussão, guitarra, baixo, teclado
- Alan Morse - guitarra, teremim, violoncelo, vocal
- Ryo Okumoto - teclado, vocal
- Dave Meros - baixo, vocal, teclado
- Nick D'Virgilio - bateria, vocais

### Ex-integrantes
- Neal Morse - vocal, mellotron, teclado, piano, órgão, violão, guitarra
- Jimmy Keegan - bateria

### Convidados
- Chris Carmichael - violino, viola e violoncelo
- Jim Hoke - saxofone, clarineta e harpa
- Neil Rosengarden - flugelhorn e trompete
- Molly Pasutti - vocal
- Eric Gorfain - violino
- Daphne Chen - violino
- Leah Katz - viola
- Richard Dodd - violoncelo
- Steve Velez - violoncelo
- Gina Ballina - trompa
- Johnnie Corno - trompa
- Ramon Flores - trompete
- Claire Pasquale - trompete
- J'Anna Jacoby - violino
- Molly Pasutti - vozes
- John Boegehold - co-compositor, ambiente, sons e vozes
- Stan Ausmus - co-compositor

## Discografia

### Álbuns de estúdio
- The Light (1995)
- Beware of Darkness (1996)
- The Kindness of Strangers (1997)
- Day for Night (1999)
- V (2000)
- Snow (2002)
- Feel Euphoria (2003)
- Octane (2005)
- Spock's Beard (2006)
- X (2010)
- Brief Nocturnes and Dreamless Sleep (2013)
- The Oblivion Particle (2015)
- Noise Floor (2018)

### Álbuns ao vivo
- The Beard Is Out There - Live (1998)
- Live At The Whisky And Nearfest (1999)
- Don't Try This At Home - Live (2000)
- Nick 'n Neal live in Europe - Two Separate Gorillas - From The Vaults, Séries 2 (2000)
- Don't Try This @ Home Either - Live - From The Vaults, Séries 3 (2000)
- There And Here - Live (2001)
- Gluttons For Punishment - Live in '05 (2005)

### Bootlegsoficiais
- Official Live Bootleg (1996)

### Compilações
- From The Vault - Rarities (1997)

### Vídeo/DVD
- Spock's Beard Home Movie - Video (1998)
- Live At The Whisky - Video (1999)
- The Making of V - Video (2001)
- Don't Try This At Home - DVD (2002) - 2 DVD's
- The Making Of Snow - DVD (2004)